# Віїшоара (Констанца)
Віїшоара (рум. Viișoara) — село у повіті Констанца в Румунії. Входить до складу комуни Кобадін.
Село розташоване на відстані 171 км на схід від Бухареста, 37 км на захід від Констанци.

## Населення
За даними перепису населення 2002 року у селі проживали 1704 особи.
Національний склад населення села:
| Національність | Кількість осіб | Відсоток |
| -------------- | -------------- | -------- |
| румуни         | 1591           | 93,4%    |
| цигани         | 60             | 3,5%     |
| татари         | 50             | 2,9%     |

Рідною мовою назвали:
| Мова      | Кількість осіб | Відсоток |
| --------- | -------------- | -------- |
| румунська | 1663           | 97,6%    |
| татарська | 22             | 1,3%     |
| циганська | 18             | 1,1%     |